# Gortina
|  | No s'ha de confondre amb Gortina d'Arcàdia. |

Gortina (en grec, Γόρτυν, Γόρτυς o Γόρτυνα; en llatí, Gortyn o Gortyna) és un municipi de l'illa grega de Creta, a 45 km al sud de la capital, Càndia. El 2011 la població del municipi era de 15.632 habitants, mentre que la unitat municipal del mateix nom en tenia 4.716. També és un jaciment arqueològic on es conserven moltes ruïnes, entre les quals destaquen unes plaques amb la inscripció d'unes lleis, escrites en dialecte dòric, conegudes com a lleis de Gortina.

## Història
Gortina fou una ciutat important en l'antiguitat. La cita Homer en el Catàleg de les naus de la Ilíada, que la defineix com a emmurallada. Esteve de Bizanci diu que originàriament es deia Larisa i Cremnia o Kremnia. La ciutat era en una plana regada pel riu Lete, i a l'est de Festos; era una mica allunyada de la costa, on tenia dos ports: Lebena i Matala.

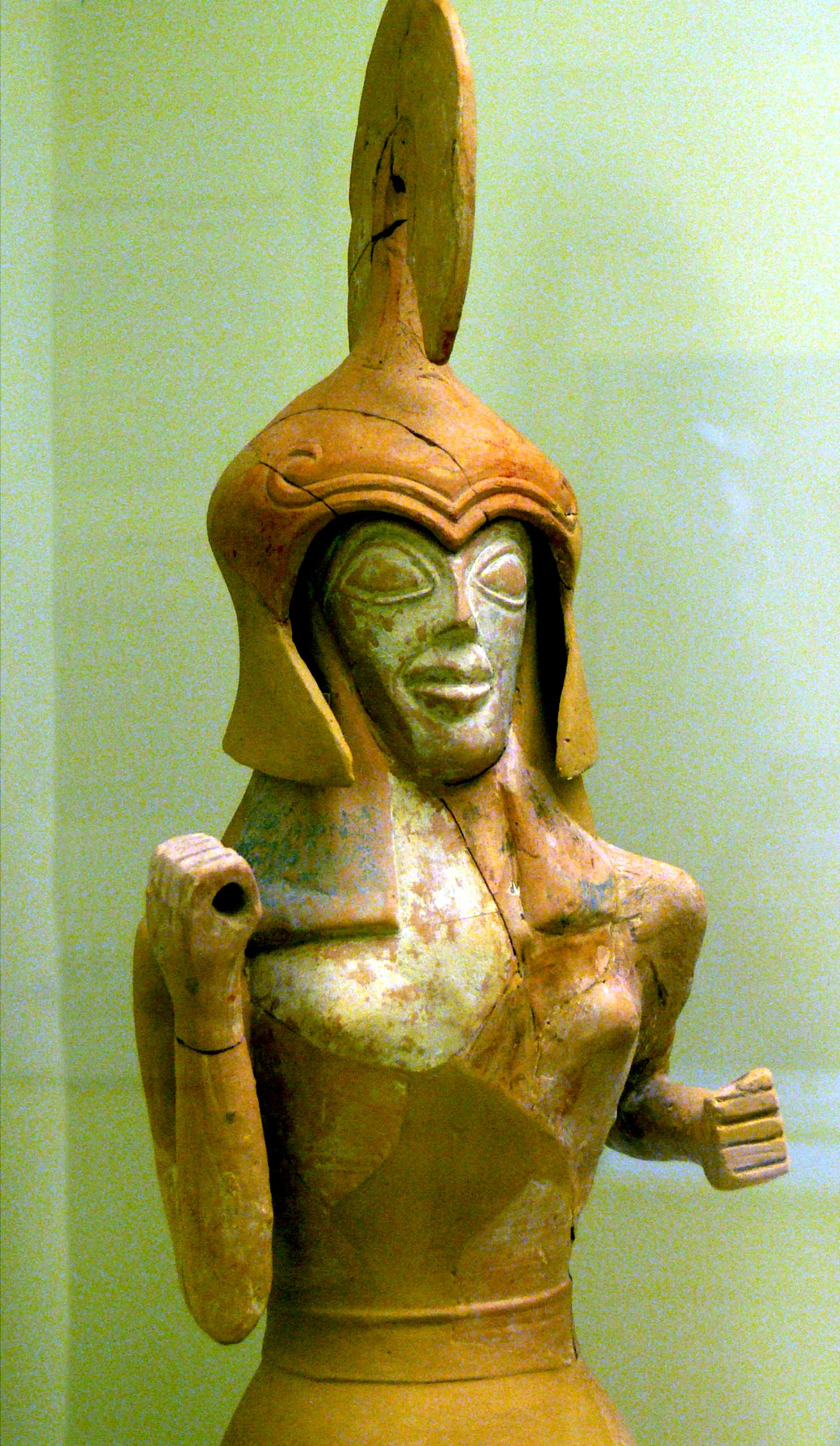
Estàtua d'Atena. S. VII ae

Gortina estigué habitada des del final del Neolític (cap al 3000 ae), i també ho estigué en el període minoic, època de la qual s'han conservat algunes restes al proper llogaret de Kania.
També s'hi han trobat restes de l'època arcaica (segle vii aC) a l'àrea de l'acròpoli, així com una extensa inscripció coneguda com el codi o les lleis de Gortina (s. V ae).
Segons indica Estrabó, Gortina i Cnossos es disputaren l'hegemonia de Creta, i les dues ciutats es s'enfrontaren sovint. En aquests enfrontaments normalment el suport de Cidònia cap a un dels dos bàndols resultava decisiu per al resultat de la contesa. Tucídides esmenta que durant la Guerra del Peloponés Gortina tenia un proxens a Atenes, que assessorà els atenesos perquè atacaren Cidònia.
En una època indeterminada perdé les muralles i l'emmurallà de nou Ptolemeu IV Filopàtor. El 201 ae Gortina, que es trobava en dificultats per una guerra, demanà ajut a Filopemen, que havia estat estrateg de la Lliga Aquea, perquè en comandara les tropes. El 197 ae 500 alguns ciutadans sota el comandament de Cidant s'uniren al cònsol romà Tit Quinti Flaminí a Tessàlia.
A mitjan s. II ae Gortina destruí la veïna ciutat de Festos i se n'annexionà el territori. L'any 121 ae, hi hagué una guerra entre Gortina i Cnossos mentre era a Cnossos Dorilau, un estrateg de Mitridates V Evergetes. Dorilau comandà les tropes de Cnossos, que venceren a Gortina.
Al s. I ae era aliada de Roma, i capital de la província romana de Creta i Cirene i durant els següents 500 anys gaudí de prosperitat sota domini romà.
Titus (deixeble de sant Pau) introduí el cristianisme a la ciutat i morí sent-ne bisbe. Cap a la meitat del s. III els anomenats deu màrtirs de Creta foren torturats prop de Gortina. Apareix citada en la llista de 22 ciutats de Creta del geògraf romà d'Orient del s. VI Hièrocles. Gortina existí fins al 824, any en què fou destruïda pels àrabs.

## Mitologia
Es deia que Gortina havia pres el nom de Gortis, fill de Radamantis o, en una altra tradició, un dels fills de Tegeates, epònim de la ciutat de Tègea.
Als voltants de la ciutat era la font de Sauros. A la riba del riu hi havia una altra font amb un plàtan que no perdia la fulla a l'hivern i a qui la llegenda atribuïa haver servit d'escenari de la unió d'Europa amb Zeus, i a la metamorfosi de Zeus que s'havia convertit en toro per segrestar Europa.

## Jaciment arqueològic

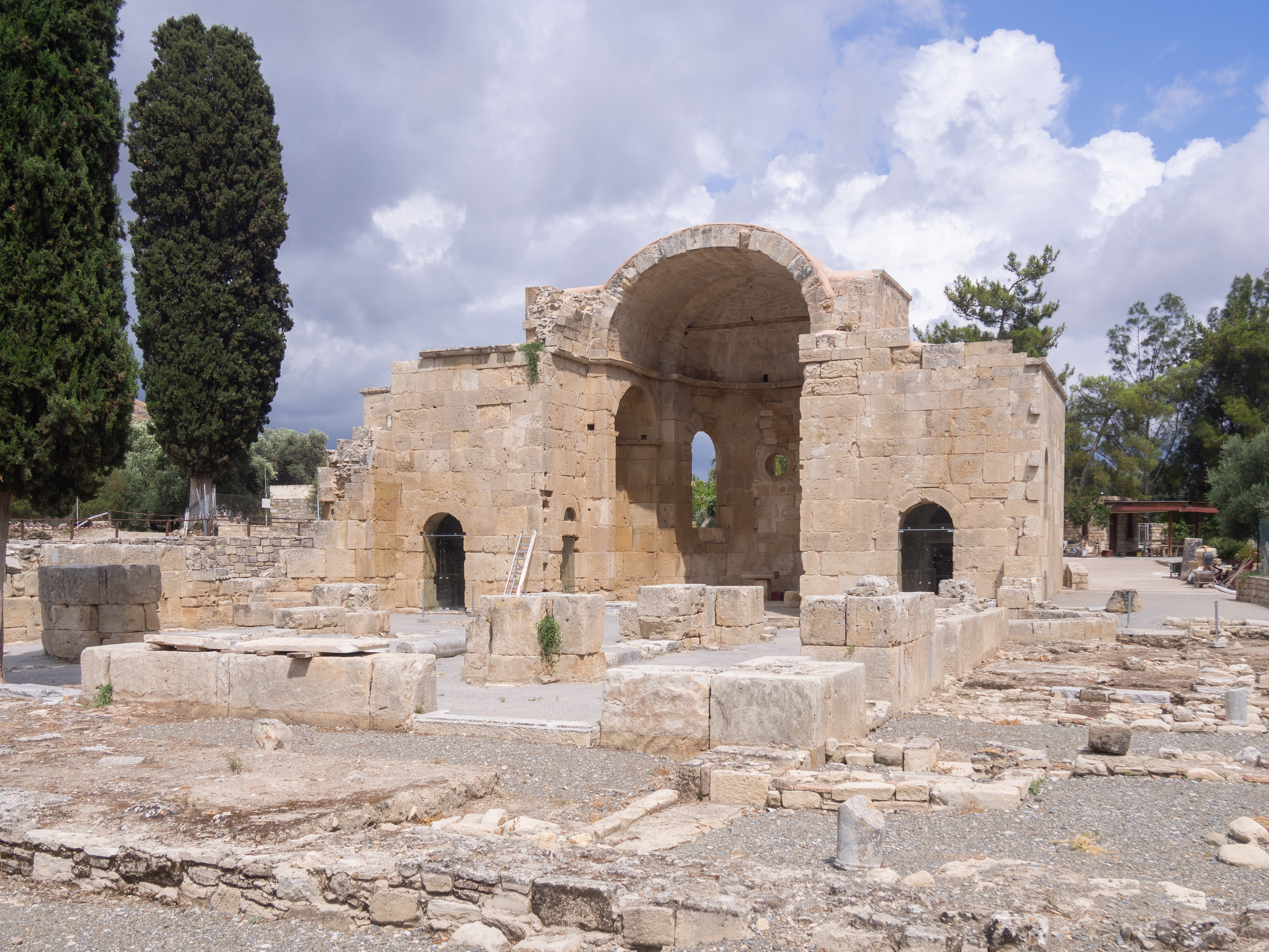
Basílica de Sant Titus a Gortina

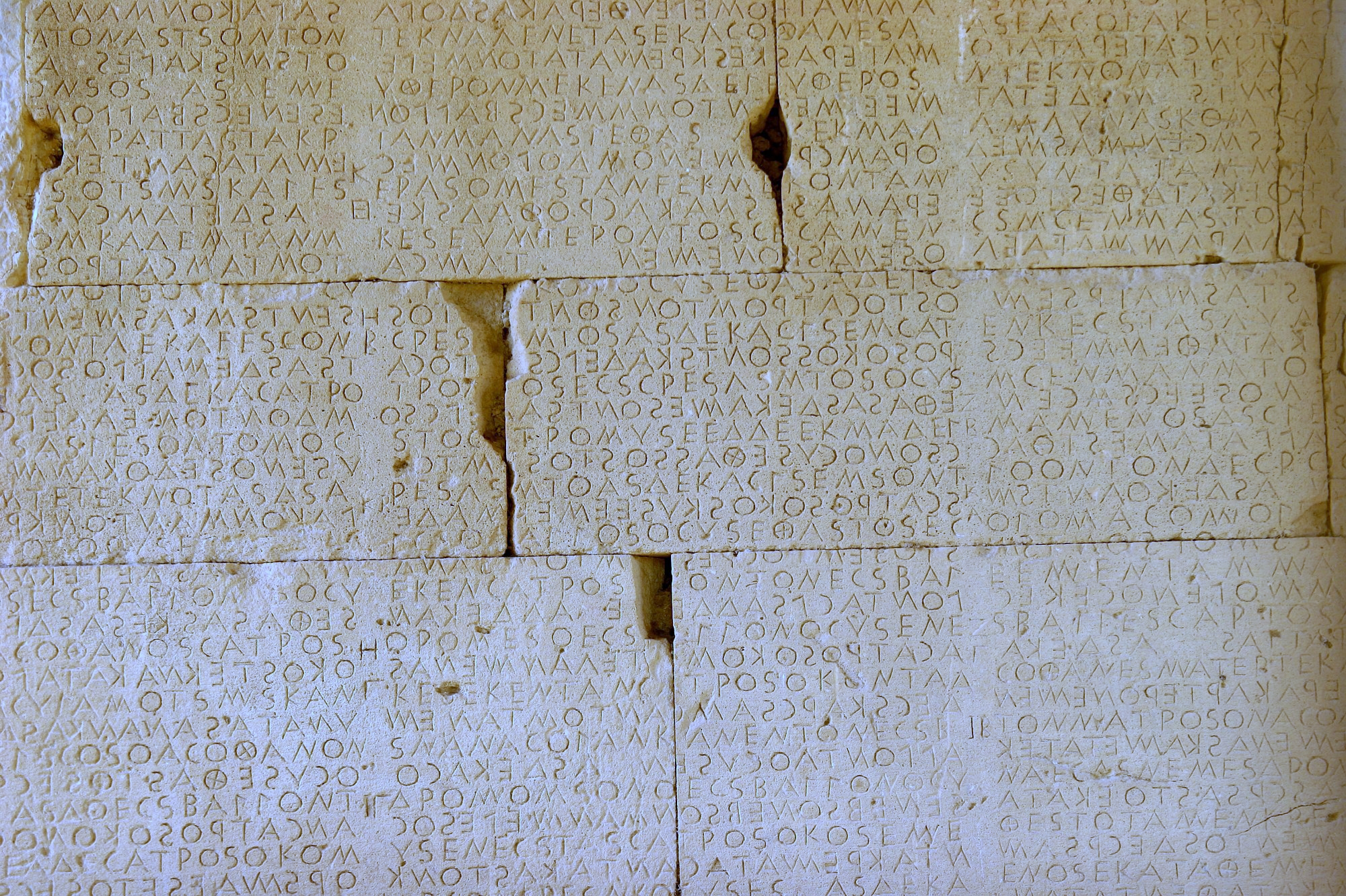
Les Lleis de Gortina

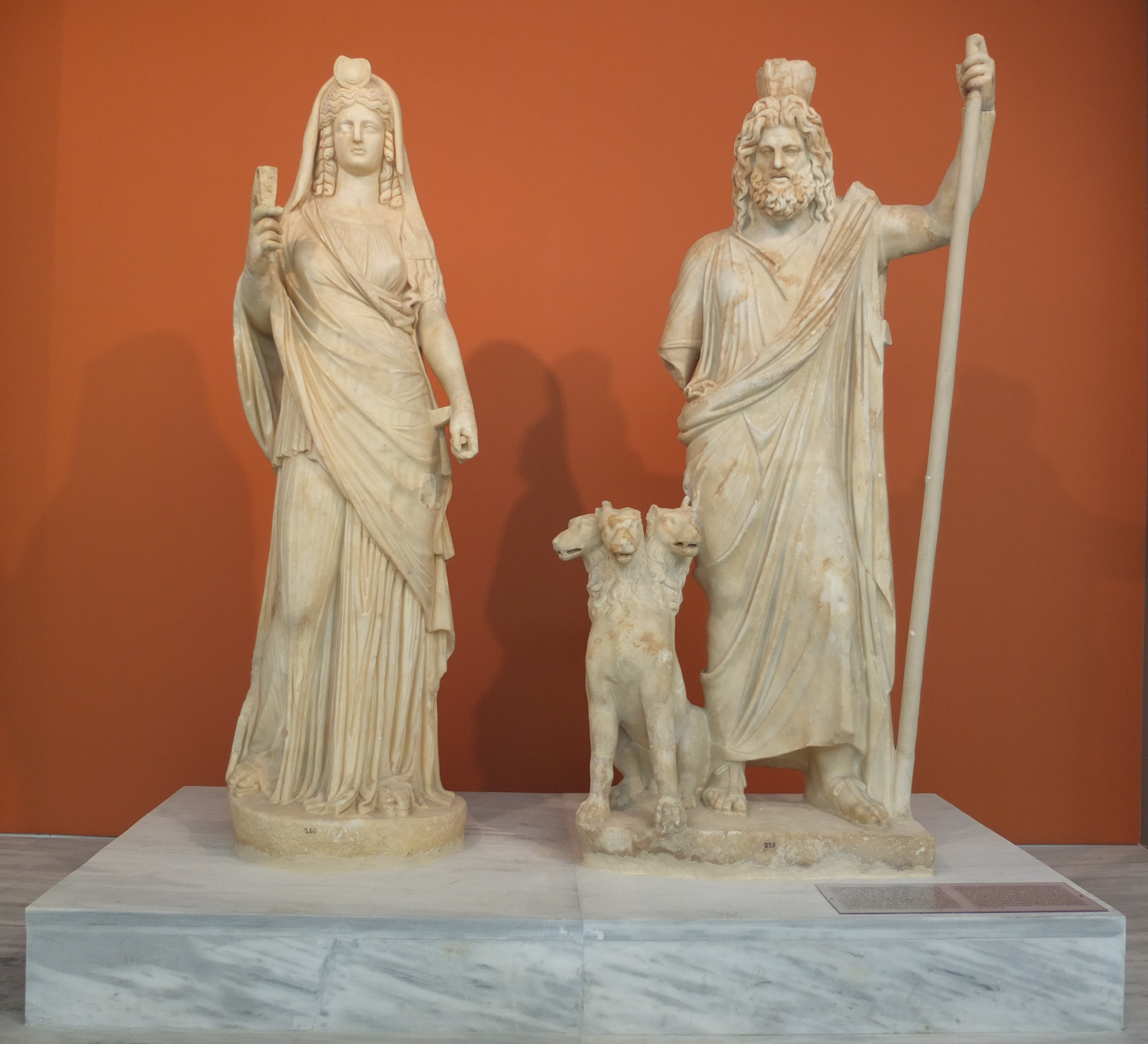
Estàtues d'Isis-Persèfone i Cèrber amb Zeus-Serapis, trobades al santuari dels déus egipcis, 180-190 de

Les ruïnes de Gortina han estat descrites per molts autors. Són a prop d'Haghius Dhéka, on els sants de Gortina, segons la tradició, foren martiritzats durant el regnat de Deci. Prop de la ciutat hi ha unes coves que alguns relacionen amb el famós laberint del Minotaure. Hi ha un bon nombre de monedes de la ciutat grega i posteriors, del temps del domini romà, des d'August fins a Hadrià. Federico Halbherr en feu les primeres excavacions, al 1884.
Al segle xxi continuen els treballs d'estudi del jaciment en una àrea de 2.000 m².

### Restes minoiques de Kania
Al proper llogaret de Kania, hi ha unes restes d'època minoica que s'han datat del 1700-1450 ae. Són una sèrie d'habitacions, entre les quals n'hi havia d'emmagatzematge de productes agrícoles, ja que s'hi trobaren molts recipients; en dues se'n retia culte a divinitats, on es trobaren algunes estatuetes, i una altra habitació servia de sala de preparació.

### Temple d'Apol·lo
Aquest temple d'Apol·lo era el principal centre religiós de Gortina des que fou construït al s. VII ae fins a la introducció del cristianisme. Es conserven restes que inclouen inscripcions arcaiques i hel·lenístiques i un prónaos monumental del període hel·lenístic. Altres restes pertanyen a l'època romana, quan s'edificà un teatre a l'oest del temple.

### Odèonromà i lleis de Gortina
La troballa més important en fou el codi de Lleis de Gortina, redactat en escriptura arcaica bustrofèdica, datat del s. V ae, que és la compilació de lleis gregues (dret privat) més extensa que es coneix, i es trobava a l'odèon manat construir per l'emperador Trajà; és una estructura típica de teatre romà del s. I amb dues entrades pel nord i una orquestra semicircular; la paret nord té quatre nínxols per a estàtues; només se n'han conservat tres fileres de bancs.

### Santuari de déus egipcis
Un santuari dedicat a Isis, Serapis i Anubis pertany al s. I-II.

### Pretori
El pretori pertany al s. I. És un conjunt monumental que inclou la residència del governador de la província en època romana, uns banys i un temple dedicat al culte d'August.

### Basílica d'Agios Titos
És una basílica de tres naus que es degué construir en dues fases: una primitiva edificació al s. VI i una reconstrucció al s. X.

### Laberint de Gortina
Es tracta d'un conjunt de coves on hi ha diversos quilòmetres de túnels amb almenys trenta bifurcacions. S'ha suggerit que podria identificar-se amb el lloc que la llegenda situa com el cau del Minotaure.